# Старый Барсук (Речицкий район)
Старый Барсук (бел. Стары Барсук) — деревня в Вышемирском сельсовете Речицкого района Гомельской области Белоруссии.

## География

### Расположение
В 32 км на юго-запад от районного центра и железнодорожной станции Речица (на линии Гомель — Калинковичи), 82 км от Гомеля.

## Транспортная сеть
Транспортные связи по просёлочной, затем автомобильной дороге Хойники — Речица. Планировка состоит из прямолинейной широтной улицы, застроенной неплотно деревянными усадьбами.

## История
По письменным источникам известна с XVIII века как селение в Речицком повете Минского воеводства Великого княжества Литовского. После 2-го раздела Речи Посполитой (1793 год) в составе Российской империи. В 1795 году деревня Барсуки. Во 2-й половине XIX века деревни Старый Барсук и Новый Барсук. В 1879 году обозначена в Малодушском церковном приходе. В 1908 году в Малодушской волости Речицкого уезда Минской губернии.
В 1931 году организован колхоз «Коминтерн», работала ветряная мельница. Во время Великой Отечественной войны неподалёку, в лесном массиве, размещался партизанский отряд «Мститель». В ноябре 1942 года в деревне некоторое время находилось штаб украинского партизанского соединения С. А. Ковпака. 35 жителей стали партизанами этого соединения. В августе 1943 года оккупанты полностью сожгли деревню и убили 10 жителей. 38 жителей погибли на фронте. Согласно переписи 1959 года в составе колхоза имени М. В. Фрунзе (центр — деревня Новый Барсук).
До 12 ноября 2013 года входила в состав Новобарсукского сельсовета, после его упразднения включена в состав Вышемирского сельсовета.

## Население

### Численность
- 2004 год — 38 хозяйств, 72 жителя.

### Динамика
- 1795 год — 12 дворов.
- 1908 год — 56 дворов, 280 жителей.
- 1940 год — 110 дворов, 660 жителей.
- 1959 год — 252 жителя (согласно переписи).
- 2004 год — 38 хозяйств, 72 жителя.